# 2020년 포뮬러 원 시즌
2020 FIA F1 월드 챔피언십(2020 FIA FORMULA ONE WORLD CHAMPIONSHIP™)은 FIA가 매년 주최하는 포뮬러 원(F1) 경주 대회로 올해는 1950년 첫 챔피언십이 열린 이후로 70주년을 맞이하는 시즌이다.
시즌 시작은 2020년 3월로 예정되어 있었지만 전세계의 코로나19 범유행으로 인해 7월로 연기되었다. 이로 인해 올해 역사상 가장 많은 22개의 그랑프리가 열릴 예정이었지만 일정이 재조정된 17개의 그랑프리의 개최가 확정되었고 기존에 계최 예정이었던 12개의 그랑프리가 취소되었고 1개의 그랑프리는 연기되었다.
각각의 경주는 총 경주 거리 305km를 초과하는 최소한의 랩 수만 돌아야 한다. 스포츠 규정에 따르면 챔피언십으로 인정받기 위해서는 최소 8개의 그랑프리가 개최되어야 한다.
이에 이번 시즌은 7월에 2020년 오스트리아 그랑프리를 시작으로 12월에 2020년 아부다비 그랑프리를 끝으로 시즌이 마무리 되었다.
2020년 월드 드라이버 챔피언십 우승자와 폴 포지션 트로피 수상자는 영국의 루이스 해밀턴이고 월드 컨스터럭터스 챔피언 타이틀은 독일의 메르세데스-AMG 페트로나스 F1팀이 차지하였다.
Seri Piala
Seri Xfinity
Seri Truk
Seri Pinty's
Seri Whelen Euro
Seri Meksiko

## 참가 팀
| 알파 로메오 레이싱 올렌      | 알파 로메오 레이싱 (페라리)    | C39    | 페라리 065            | 7 99     | 키미 래이쾨넨 안토니오 기오비나치           | 1–10               |
| 스쿠데리아 알파 타우리 혼다  | 알파 타우리 (혼다)             | AT01   | 혼다 RA620H           | 10 26    | 피에르 가슬리 대닐 키비앗                   | 1–10               |
| 스쿠데리아 페라리            | 페라리                         | SF1000 | 페라리 065            | 5 16     | 제바스티안 페텔 샤를 르클레르               | 1–10               |
| 하스 F1 팀                   | 하스 (페라리)                  | VF-20  | 페라리 065            | 8 20     | 로멩 그로장 케빈 마그누센                   | 1–10               |
| 맥라렌 F1 팀                 | 맥라렌 (르노)                  | MCL35  | 르노 E-테크 20        | 4 55     | 랜도 노리스 카를로스 사인스 주니어          | 1–10               |
| 메르세데스-AMG 페트로나스 F1 | 메르세데스                     | F1 W11 | 메르세데스-AMG F1 M11 | 44 77    | 루이스 해밀턴 발테리 보타스                 | 1–10               |
| BWT 레이싱 포인트 F1 팀      | 레이싱 포인트 BWT (메르세데스) | RP20   | BWT 메르세데스        | 11 27 18 | 세르지우 페레스 니코 휠켄베르크 랜스 스트롤 | 1–4, 6–10 4–5 1–10 |
| 애스턴 마틴 레드불 레이싱    | 레드불 레이싱 (혼다)           | RB16   | 혼다 RA620H           | 23 33    | 알렉산더 알본 막스 베르스타펜               | 1–10               |
| 르노 DP 월드 F1 팀           | 르노                           | R.S.20 | 르노 E-테크 20        | 3 31     | 다니엘 리카르도 에스테반 오콘               | 1–10               |
| 윌리엄스 레이싱              | 윌리엄스 (메르세데스)          | FW43   | 메르세데스-AMG F1 M11 | 6 63     | 니콜라스 나티피 조지 러셀                   | 1–10               |
| 출처:                        |                                |        |                       |          |                                             |                    |

## 그랑프리
| 라운드   | 그랑프리                   | 서킷                                                        | 레이스 일정 |
| -------- | -------------------------- | ----------------------------------------------------------- | ----------- |
| 1        | 오스트리아 그랑프리        | 레드불 링, 슈필버그                                         | 7월 5일     |
| 2        | 스티리안 그랑프리          | 레드불 링, 슈필버그                                         | 7월 12일    |
| 3        | 헝가리 그랑프리            | 헝가로링, 마고이로드                                        | 7월 19일    |
| 4        | 영국 그랑프리              | 실버스톤 서킷, 실버스톤                                     | 8월 2일     |
| 5        | 70주년 그랑프리            | 실버스톤 서킷, 실버스톤                                     | 8월 9일     |
| 6        | 스페인 그랑프리            | 서킷 드 바르셀로나 카탈루니아, 몬테멜로                     | 8월 16일    |
| 7        | 벨기에 그랑프리            | 서킷 드 스파 프랑코샴스, 스테벨로                           | 8월 30일    |
| 8        | 이탈리아 그랑프리          | 오토드로모 나치오잘레 드 몬차, 몬차                         | 9월 6일     |
| 9        | 토스카나 그랑프리          | 오토드로모 인터나치오잘레 델 무겔로, 스카페리아 에 산피에로 | 9월 13일    |
| 10       | 러시아 그랑프리            | 소치 오토드롬, 소치                                         | 9월 27일    |
| 11       | 아이펠 그랑프리            | 뉘른부르크링                                                | 10월 11일   |
| 12       | 포르투갈 그랑프리          | 오토드로모 인터나치오널 도 알가베, 포티마오                 | 10월 25일   |
| 13       | 에밀리아 로마그나 그랑프리 | 오토드로모 인터나치오잘레 엔초 에 디오 페라리               | 11월 1일    |
| 14       | 터키 그랑프리              | 인터시티 이스탄불 파크, 툴지아                              | 11월 15일   |
| 15       | 바레인 그랑프리            | 바레인 인터네셔널 서킷, 사카히르                            | 11월 29일   |
| 16       | 사카히르 그랑프리          | 바레인 인터네셔널 서킷, 사카히르                            | 12월 6일    |
| 17       | 아부다비 그랑프리          | 야스 마리나 서킷, 아부다비                                  | 12월 13일   |
| Sources: |                            |                                                             |             |

| 그랑프리                | 서킷                                          | 원래 날짜 | 상태   |
| ----------------------- | --------------------------------------------- | --------- | ------ |
| 오스트레일리아 그랑프리 | 알버트 파크 서킷, 멜버른                      | 3월 15일  | 취소됨 |
| 베트남 그랑프리         | 하노이 시티 서킷, 하노이                      | 5월       | 연기됨 |
| 중국 그랑프리           | 상하이 인터네셔설 서킷, 상하이                | 4월 19일  | 취소됨 |
| 네덜란드 그랑프리       | 서킷 잔드부르트, 잔드부르트                   | 3월       | 취소됨 |
| 모나코 그랑프리         | 서킷 드 모나코, 몬테카를로                    | 5월 24일  | 취소됨 |
| 아제르바이잔 그랑프리   | 바쿠 시티 서킷, 바쿠                          | 7월       | 취소됨 |
| 캐나다 그랑프리         | 서킷 쥘 빌레뉴브, 몬트리올                    | 6월 14일  | 취소됨 |
| 프랑스 그랑프리         | 서킷 폴 리카르드, 르 카스텔라네               | 6월 28일  | 취소됨 |
| 싱가포르 그랑프리       | 마리나 베이 스트리트 서킷, 싱가포르           | 9월 20일  | 취소됨 |
| 일본 그랑프리           | 스즈카 인터네셔널 레이싱 코스, 스즈카         | 11월      | 취소됨 |
| 미국 그랑프리           | 서킷 오브 아메리카스, 텍사스주 오스틴         | 10월 25일 | 취소됨 |
| 멕시코 시티 그랑프리    | 오토드로모 헤르마노스 로드리게즈, 맥시코 시티 | 1월       | 취소됨 |
| 브라질 그랑프리         | 오토드로모 호세 카를로스 페이스, 상파울루     | 11월 15일 | 취소됨 |
| 출처:                   |                                               |           |        |